# Guido Fovana
Guido Fovana (Omegna, 1º febbraio 1920 – Omegna, 19 maggio 1982) è stato un calciatore italiano, di ruolo ala.

## Carriera
Cresciuto nell'Omegna, ha giocato in Serie B con Novara e Como.